# كاميرون شيلينغ
كاميرون شيلينغ (بالإنجليزية: Cameron Schilling)‏ هو لاعب هوكي الجليد أمريكي، ولد في 7 أكتوبر 1988 في كارمل في الولايات المتحدة.

## وصلات خارجية
- كاميرون شيلينغ على موقع دوري الهوكي الوطني (الإنجليزية)
- كاميرون شيلينغ على موقع EliteProspects.com (الإنجليزية)
- كاميرون شيلينغ على موقع HockeyDB.com (الإنجليزية)
- كاميرون شيلينغ على موقع Hockey-Reference.com (الإنجليزية)